# A nagy bumm (Family Guy)
A nagy bumm (angolul Da Boom, további ismert magyar címei: A robaj és Apokalipszis) a Family Guy második évadának a harmadik része. Összességében ez a tizedik rész. Az epizódot először az amerikai FOX csatorna mutatott be 1999. december 26-án, körülbelül három hónappal a második epizód után. Magyarországon a Comedy Central mutatta be 2008. november 4-én.
Az epizód végén kiderül, hogy az egészet csak Dallasból ismert Pamela Ewing álmodja. Ebben a részben jelenik meg először Ernie, az óriás csirke, aki később többször visszatér, és megküzd Peterrel.
|  | Alább a cselekmény részletei következnek! |

## Cselekmény
1999. december 31-e van, mindenki az ezredforduló miatti dátumváltásra készülődik. Miután egy csirkejelmezbe öltözött ember figyelmezteti Petert, hogy az Y2K miatt éjfélkor beköszönt a világvége, a családját védőöltözetben a lakás pincéjébe zárja. A nukleáris holokauszt éjfél után pár másodperccel be is köszönt, sebesülést, pusztulást és mutációt hozva Quahog város lakóira. Griffinék Peternek köszönhetően épségben átvészelik a pusztítást, azonban Joe beleolvad a kocsibejáróba, Cleveland és Quagmire fuzionálnak, és az új nevük Clevemire, bár az utóbbi jobban szeretné a Quagland nevet.
Bár fogytán van az élelmük, Peter egy ültő helyében megeszi a felhalmozott szárított étel készletet víz nélkül, így hát kénytelenek elindulni a Massachusetts állambeli Natickbe, azt remélve, hogy a Twinkee csokoládégyár túlélte a csapást. Az úton Stewie nukleárisan szennyezett pocsolyába lép, amitől hamarosan mutálódni kezd, és polipszerű csápjai nőnek. Ahogy megérkeznek Natickbe, és megtalálják a csokigyárat, egy új várost alapítanak, melynek neve Új Quahog lesz.
A csokigyárban elegendő élelmet találnak, hogy új életet kezdjenek. Egy évvel később már teljesen újjáépítették a várost. Mivel Peter találta meg a gyárat, és ő hozta ide a többieket, ő lesz a város örökös polgármestere. Joe és Quagland lesz a városi tanács tagja, de tanácsaik ellenére Peter számos katasztrofális hibát követ el, többek között az állampolgárok foglalkozását egy kalapból sorsolja ki (Lásd: Szikraváros). Az utolsó csepp a pohárban, amikor Peter felszedeti a város öntöző rendszerét, hogy abból a fémből csináljon fegyvereket. Eközben Stewie váratlanul több száz tojást tojik a ház pincéjében.
Peter bár továbbra is kitart amellett, hogy nagyszerű vezető, a városlakók fellázadnak, és kiteszik a szűrét Új Quahog-ból. Peter a családjával elindul Framinghambe, ahol úgy tudják, hogy van egy Milka gyár. Ezalatt, míg a városlakók elégetik a fegyvereket, Stewie tojásai kikelnek, és megtámadják a várost. Két városlakó a helyzeten ironizál, ahogy megpróbálják a tűzből kiszedni a fegyvereket, hogy megvédhessék magukat. Ahogy a család távolodik az épp megsemmisülő városból, Lois javasolja, hogy énekeljenek valamit. Chris rázendít a „Bal láb, jobb láb” dalra, amit Randy Newman énekelt az epizód egy korábbi részében.
Az epizód vége rendhagyó módon nem animáció, hanem valódi mozgókép: a Dallas egyik híres részének paródiája, amelyben Pamela Ewing felébred, és a férjét, Bobbyt a zuhany alatt találja. Elmondja neki, hogy álmában egy furcsa Family Guy epizódot látott. Bobby nyugtatja Pamelát, majd a végén megkérdezi, hogy „Mi az a Family Guy?”, és belenéz a kamerába – ezzel áttörve az úgynevezett negyedik falat.

## Külső hivatkozások
- A nagy bumm az Internet Movie Database-ben (angolul)
- A nagy bumm a Rotten Tomatoeson (angolul)
- A nagy bumm a Box Office Mojón (angolul)